# Netball ai XVII Giochi del Commonwealth
Le competizioni di netball ai XVII Giochi del Commonwealth si sono svolte dal 25 luglio al 4 agosto 2002.

## Podi
| Evento    | Oro       | Argento       | Bronzo   |
| Femminile | Australia | Nuova Zelanda | Giamaica |